# 라오 문자
라오 문자(라오어: ອັກສອນລາວ, 악선 라오)는 라오어를 비롯한 라오스 내 소수민족 언어를 표기하는 문자이며, 한때는 태국의 동북부 방언인 이싼어를 표기하는 데 사용되기도 했다.
인도에서 유래한 브라흐미계 문자에 속하며, 표음문자이다. 타이 문자와 마찬가지로 람캄행 대왕이 창제한 수코타이 문자를 바탕으로 하고 있기 때문에, 타이 문자와 생김이 비슷하나, 문자의 수가 적고 보다 곡선형이다. 27개의 자음(ພະຍັນຊະນະ), 7개의 자음군(consonantal ligatures, ພະຍັນຊະນະປະສົມ), 33개의 모음(ສະຫລະ)으로 이루어져 있다.
라오 문자는 왼쪽에서 오른쪽으로 쓴다. 모음은 자음의 위, 아래, 앞, 뒤에 각각 쓰일 수 있으며 일부는 자음을 쓰기 전에, 일부는 자음을 쓴 뒤에 쓴다. 타이 문자와 마찬가지로 단어를 구분하기 위해 띄어쓰기를 하지는 않으나 문장과 문장을 구분하는 수단으로 마침표를 쓰는 대신 띄어쓰기를 한다. 소문자, 대문자를 구분하지는 않는다.

## 자음
라오 문자의 27개 자음은 고자음(ພະຍັນຊະນະສູງ), 중자음(ພະຍັນຊະນະກາງ), 저자음(ພະຍັນຊະນະຕ່ໍາໍາ)의 3가지로 분류되는데, 이 분류는 각각의 자음이 4가지 성조부호, 장모음과 단모음 등과 결합해 어떤 성조로 발음되는지에 따라 결정된 것이다.
ອ(어 오)는 자음이지만, 음가가 없어 모음 소리만을 표기할 때―예컨대 /오/라는 음성은 모음 ໂ와 결합시켜 'ໂອ'라고 표기한다― 사용하거나 그 자체도 모음의 하나로 사용된다.
자음 ຣ(허 흐안)은 라오 문자에 비교적 최근에 재편된 것이다. 이 자음은 본래 /h/로 발음하도록 고안되었지만 대부분의 라오어 화자가 /l/로 발음하는 바람에 수십 년 동안 같은 발음의 자음에 밀려 모호한 지위를 유지하고 있다가, 언어 개혁의 일환으로 탈락되었다. 1999년부터 라오어 사전에는 문자를 나열하면서 ຣ을 포함하지 않았지만 실제로는 많은 외래어 표기(특히 국가 이름)에 이 철자를 사용해왔다. 라오어 어휘가 더 많은 외래어를 받아들이기 시작하면서 ຣ의 필요성이 대두되었다. ຣ은 일반적으로 음절의 초성으로 사용되거나, 자음군의 두 번째 자음으로 사용되며, 종자음으로는 거의 사용되지 않는다.
자음의 이름은 타이 문자와 마찬가지로 발음에 장모음 /o/를 붙인 음절과 자음을 대표하는 단어를 결합해 사용한다. 다음 표의 한국어 발음표기에는 성조가 반영되어 있지 않다.

### 자음표
| 문자 | 이름과 단어의 의미 | 이름과 단어의 의미    | 초성     | 초성     | 초성 | 초성 | 종성 | 종성     | 종성 | 종성 | 유니코드 | 자음 분류 |
| 문자 | 이름과 단어의 의미 | 이름과 단어의 의미    | IPA      | BGN/PCGN | LC   | RTSG | IPA  | BGN/PCGN | LC   | RTSG | 유니코드 | 자음 분류 |
| ---- | ------------------ | --------------------- | -------- | -------- | ---- | ---- | ---- | -------- | ---- | ---- | -------- | --------- |
| ກ    | ກ ໄກ່               | 꺼 까이, 닭           | /k/      | k        | k    | k    | /k/  | k        | k    | k    | KO       | 중자음    |
| ຂ    | ຂ ໄຂ່               | 커 카이, 알           | /kʰ/,/x/ | kh       | kh   | kh   | /k/  | k        | k    | k    | KHO SUNG | 고자음    |
| ຄ    | ຄ ຄວາຍ             | 커 콰이(커와이), 물소 | /kʰ/,/x/ | kh       | kh   | kh   | /k/  | k        | k    | k    | KHO TAM  | 저자음    |
| ງ    | ງ ງູ                | 응어 응우,            | /ŋ/      | ng       | ng   | ng   | /ŋ/  | ng       | ng   | ng   | NGO      | 저자음    |
| ຈ    | ຈ ຈອກ              | 쩌 쩍, 잔             | /tɕ/     | ch       | ch   | ch   | /t/  | t        | t    | t    | CO       | 중자음    |
| ສ    | ສ ເສືອ              | 써 쓰아, 호랑이       | /s/      | s        | s    | s    | /t/  | t        | t    | t    | SO SUNG  | 고자음    |
| ຊ    | ຊ ຊ້າງ              | 써 쌍, 코끼리         | /s/      | x        | s    | s    | /t/  | t        | t    | t    | SO TAM   | 저자음    |
| ຍ    | ຍ ຍຸງ               | 녀 늉, 모기           | /ɲ/      | gn       | ny   | y    | /j/  | j        | j    | j    | NYO      | 저자음    |
| ດ    | ດ ເດັກ              | 더 덱, 아이           | /d/      | d        | d    | d    | /t/  | t        | t    | t    | DO       | 중자음    |
| ຕ    | ຕ ຕາ               | 떠 따, 눈(目)         | /t/      | t        | t    | t    | /t/  | t        | t    | t    | TO       | 중자음    |
| ຖ    | ຖ ຖົງ               | 터 통, 가방           | /tʰ/     | th       | th   | th   | /t/  | t        | t    | t    | THO SUNG | 고자음    |
| ທ    | ທ ທຸງ               | 터 퉁, 기(旗)         | /tʰ/     | th       | th   | th   | /t/  | t        | t    | t    | THO TAM  | 저자음    |
| ນ    | ນ ນົກ               | 너 녹, 새             | /n/      | n        | n    | n    | /n/  | ne       | n    | n    | NO       | 저자음    |
| ບ    | ບ ແບ້               | 버 배, 염소           | /b/      | b        | b    | b    | /p/  | p        | p    | p    | BO       | 중자음    |
| ປ    | ປ ປາ               | 뻐 빠, 물고기         | /p/      | p        | p    | p    | /p/  | p        | p    | p    | PO       | 중자음    |
| ຜ    | ຜ ເຜິ້ງ              | 퍼 펑, 벌             | /pʰ/     | ph       | ph   | ph   | –    | –        | –    | –    | PHO SUNG | 고자음    |
| ຝ    | ຝ ຝົນ               | 훠 훤, 비             | /f/      | f        | f    | f    | –    | -        | -    | -    | FO SUNG  | 고자음    |
| ພ    | ພ ພູ                | 퍼 푸, 산             | /pʰ/     | ph       | ph   | ph   | /p/  | p        | p    | p    | PHO TAM  | 저자음    |
| ຟ    | ຟ ໄຟ               | 훠 화이, 불           | /f/      | f        | f    | f    | /p/  | p        | p    | p    | FO TAM   | 저자음    |
| ມ    | ມ ແມວ              | 머 매우, 고양이       | /m/      | m        | m    | m    | /m/  | m        | m    | m    | MO       | 저자음    |
| ຢ    | ຢ ຢາ               | 여 야, 약             | /j/      | y        | y    | y    | –    | –        | –    | –    | YO       | 중자음    |
| ຣ    | ຣ ຣົຖ               | 러 롯, 차(車)         | /r/,/l/  | r        | r    | r    | /n/  | ne       | n    | n    | LO LOOT  | 저자음    |
| ລ    | ລ ລີງ               | 러 링, 원숭이         | /l/      | l        | l    | l    | /n/  | ne       | n    | n    | LO LING  | 저자음    |
| ວ    | ວ ວີ                | 워 위, 부채           | /ʋ/,/w/  | v        | v,w  | v,w  | w    | v        | w    | w    | WO       | 저자음    |
| ຫ    | ຫ ຫ່ານ              | 허 한, 거위           | /h/      | h        | h    | h    | –    | –        | –    | –    | HO SUNG  | 고자음    |
| ອ    | ອ ໂອ               | 어 오, 그릇           | /ʔ/      | –        | –    | –    | –    | –        | –    | –    | O        | 중자음    |
| ຮ    | ຮ ເຮືອນ             | 허 흐안, 집           | /h/      | h        | h    | h    | –    | –        | –    | –    | HO TAM   | 저자음    |

### 자음군
라오 문자는 자음 ຫ와 홀음저자음(저자음 중 같은 발음의 문자가 고자음과 중자음에 없는 문자)의 결합을 통해 자음군을 파생하며 그 자음군은 고자음으로 취급한다. 고자음으로만 낼 수 있는 성조가 있기 때문에, 외래어를 받아들이거나 혹은 시간이 지남에 따라 언어 사용자의 성조습관이 변화하면서 저자음을 고자음의 성조로 발음할 필요성이 생겼던 것으로 보인다. 자음군은 성조를 발음하는 일에의 필요성 때문에 고안된 것이므로 성조에 관여하는 초자음 위치에서만 쓰인다.
홀음저자음이 6자 있으므로 ຫ과 결합하여 파생된 자음군 또한 6가지가 있다.
| 자음군    | 초자음  | 초자음   | 초자음 | 초자음 | 유니코드 | 자음 분류 |
| 자음군    | IPA     | BGN/PCGN | LC     | RTSG   | 유니코드 | 자음 분류 |
| --------- | ------- | -------- | ------ | ------ | -------- | --------- |
| ຫງ        | /ŋ/     | ng       | ng     | ng     | ng       | 고자음    |
| ຫຍ        | /ɲ/     | gn       | j      | ny     | ny       | 고자음    |
| ໜ 혹은 ຫນ | /n/     | n        | n      | n      | n        | 고자음    |
| ໝ 혹은 ຫມ | /m/     | m        | m      | m      | m        | 고자음    |
| ຫຼ 혹은 ຫລ | /l/     | l        | l      | l      | l        | 고자음    |
| ຫວ        | /ʋ/,/w/ | v        | v,w    | v,w    | w        | 고자음    |

## 모음
라오 문자의 모음은 아주 간단한 몇 가지 종류로 이루어지며, 그것들이 단독으로 쓰이거나 서로 결합하여 실제 음소를 대표한다. 라오 문자의 모음은 홀로 쓰일 수 없기 때문에 모음의 소리만을 표기할 때는 음가가 없는 자음 ອ(어 오)를 사용한다. 모음의 이름은 모음의 음가 앞에 'ສະຫລະ(싸라)'를 붙여서 부른다. 다만 'ໃ- ໄມ້ມ້ວນ'(아이 마이무안), 'ໄ- ໄມ້ມາຽ'(아이 마이마이), '-ົ ໄມ້ກົງ'(아 마이꽁), '-ັ ໄມ້ກັນ'(아 마이깐), '-ຽ ວິຣາມ'(이 위람), '-ໍ ນິກຄະຫິດ'(닉카힛) 등 6자는 단독으로 이름을 갖는다. 이 페이지에서는 모음 표기시 자음의 위치를 표시하기 위해 점선 원형(◌) 기호를 사용하였지만 전통적으로 라오 문자에서는 작은 가위표(x)모양 표시를 사용했다. 유니코드 라오 문자 표기에 이 표시가 포함되지 않아 웹상에서 사용할 수는 없다.

### 모음표
| 단모음      | 단모음    | 단모음   | 단모음 | 단모음 | 단모음     |         | 장모음   | 장모음   | 장모음 | 장모음 | 장모음   | 장모음 |
| 모음        | IPA       | BGN/PCGN | LC     | RTSG   | 유니코드   | 모음    | IPA      | BGN/PCGN | LC     | RTSG   | 유니코드 |        |
| ----------- | --------- | -------- | ------ | ------ | ---------- | ------- | -------- | -------- | ------ | ------ | -------- | ------ |
| ◌ະ,◌ ັ◌      | /aʔ/, /a/ | a        | a      | a      | a          | ◌າ      | /aː /    | a        | ā      | a      | aa       |        |
| ◌ິ           | /i/       | i        | i      | i      | i          | ◌ີ       | /iː /    | i        | ī      | i      | ii       |        |
| ◌ຶ           | /ɯ/       | u        | ư      | ue     | y          | ◌ື       | /ɯː /    | u        | ư̄      | ue     | yy       |        |
| ◌ຸ           | /u/       | ou       | u      | u      | u          | ◌ູ       | /uː /    | ou       | ū      | u      | uu       |        |
| ເ◌ະ, ເ◌ັ     | /eʔ/, /e/ | é        | e      | e      |            | ເ◌      | /eː/     | é        | ē      | e      | e        |        |
| ແ◌ະ, ແ◌ັ     | /ɛʔ/, /ɛ/ | è        | æ      | ae     |            | ແ◌      | /ɛː/     | è        | ǣ      | ae     | ei       |        |
| ໂ◌ະ, ◌ົ      | /oʔ/, /o/ | ô        | o      | o      |            | ໂ◌      | /oː/     | ô        | ō      | o      | o        |        |
| ເ◌າະ, ◌ັອ◌   | /ɔʔ/, /ɔ/ | o        | ǫ      | o      |            | ◌ໍ, ◌ອ◌  | /ɔː/     | o        | ǭ      | o      |          |        |
| ເ◌ິ          | /ɤ/       | eu       | œ      | oe     |            | ເ◌ີ      | /ɤː/     | eu       | œ̄      | oe     |          |        |
|             |           |          |        |        |            |         |          |          |        |        |          |        |
| ເ◌ັຍ, ◌ັຽ◌    | /iə/      | ia       | ia     | ia     |            |         | ເ◌ຍ, ◌ຽ◌ | /iːə/    | ia     | īa     | ia       |        |
| ເ◌ຶອ         | /ɯə/      | ua       | ưa     | uea    |            | ເ◌ືອ     | /ɯːə/    | ua       | ư̄a     | uea    |          |        |
| ◌ົວະ, ◌ົວ◌    | /uə/      | oua      | ua     | ua     |            | ◌ົວ, ◌ວ◌ | /uːə/    | oua      | ūa     | ua     |          |        |
| ໄ◌, ໃ◌*, ◌ັຍ | /aj/      | ai       | ai     | ai     | ai 혹은 ay | ◌າຍ     | /aːj/    | ay       | āi     | ai     |          |        |
| ເ◌ົາ         | /aw/      | ao       | ao     | ao     |            |         |          |          |        |        |          |        |
| ◌ຳ          | /am/      | am       | am     | am     |            |         |          |          |        |        |          |        |

라오 문자의 모음 ະ는 인접한 태국문자의 같은 모음(ະ)과 유사하게, 성문폐쇄음(glottal stop)을 포함한다.

## 컴퓨터

### 유니코드
| U+   | 0 | 1 | 2 | 3 | 4 | 5 | 6 | 7 | 8 | 9 | A | B | C | D | E | F |
| ---- | - | - | - | - | - | - | - | - | - | - | - | - | - | - | - | - |
| 0E80 |   | ກ | ຂ |   | ຄ |   |   | ງ | ຈ |   | ຊ |   |   | ຍ |   |   |
| 0E90 |   |   |   |   | ດ | ຕ | ຖ | ທ |   | ນ | ບ | ປ | ຜ | ຝ | ພ | ຟ |
| 0EA0 |   | ມ | ຢ | ຣ |   | ລ |   | ວ |   |   | ສ | ຫ |   | ອ | ຮ | ຯ |
| 0EB0 | ະ | ັ  | າ | ຳ | ິ  | ີ  | ຶ  | ື  | ຸ  | ູ  |   | ົ  | ຼ  | ຽ |   |   |
| 0EC0 | ເ | ແ | ໂ | ໃ | ໄ |   | ໆ |   | ່  | ້  | ໊  | ໋  | ໌  | ໍ  |   |   |
| 0ED0 | ໐ | ໑ | ໒ | ໓ | ໔ | ໕ | ໖ | ໗ | ໘ | ໙ |   |   | ໜ | ໝ | ໞ | ໟ |
| 0EE0 |   |   |   |   |   |   |   |   |   |   |   |   |   |   |   |   |
| 0EF0 |   |   |   |   |   |   |   |   |   |   |   |   |   |   |   |   |

### 키보드
Windows의 라오어 키보드 배열은 다음과 같다.

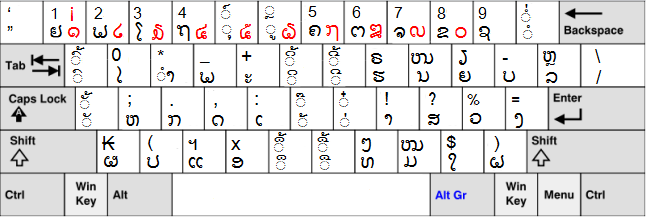
적자 부분은 "오른쪽 Alt"를 이용하여 입력한다.

## 같이 보기
- 타이 문자
- 크메르 문자
- 라오어